# Adolf van Schwarzenberg

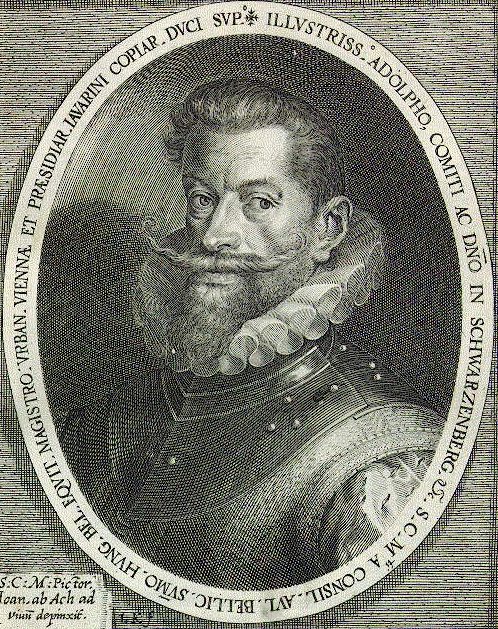

Adolf graaf van Schwarzenberg (1547 - juli 1600) was een generaal in dienst van het Heilig Roomse Rijk die zich onderscheidde in de strijd tegen de Ottomanen tijdens de Vijftienjarige Oorlog.
Hij was actief bij de belegering van Gran (tegenwoordig Esztergom in Hongarije) en de verovering van de Ottomaanse vesting Raab (tegenwoordig Győr in Hongarije) in 1598. Hij werd in juli 1600 nabij Papa in Hongarije gedood door een schot van muitende soldaten.
Hij was de vader van Adam van Schwarzenberg, die vocht in de Dertigjarige Oorlog.